# Hendschiken
Hendschiken (schweizertyska: Häntschigche) är en ort och kommun i distriktet Lenzburg i kantonen Aargau, Schweiz. Kommunen har 1 351 invånare (2023).